# Бурназель (Аверон)
Бурназе́ль (фр. Bournazel, окс. Bornasèl) — коммуна во Франции, находится в регионе Окситания. Департамент — Аверон. Входит в состав кантона Риньяк. Округ коммуны — Родез.
Код INSEE коммуны — 12031.
Коммуна расположена приблизительно в 490 км к югу от Парижа, в 125 км северо-восточнее Тулузы, в 27 км к северо-западу от Родеза.

## Население
Население коммуны на 2008 год составляло 343 человека.
| 1962 | 1968 | 1975 | 1982 | 1990 | 1999 | 2008 |
| ---- | ---- | ---- | ---- | ---- | ---- | ---- |
| 467  | 400  | 378  | 354  | 298  | 246  | 343  |

## Администрация
| Период | Период | Фамилия     | Партия | Примечания |
| ------ | ------ | ----------- | ------ | ---------- |
| 1965   | 2008   | Люсьен Флот |        |            |
| 2008   | 2010   | Клод Поль   |        |            |
| 2010   |        | Жиль Буске  |        |            |

## Экономика

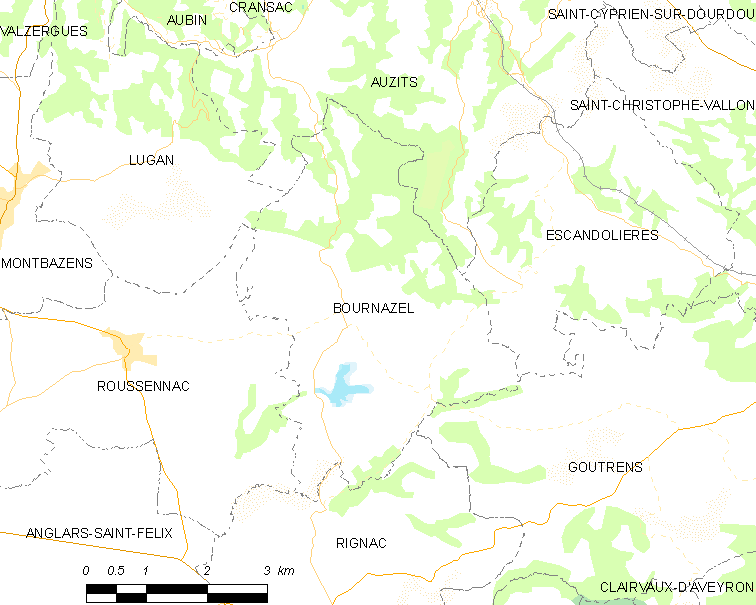
Карта коммуны

В 2007 году среди 194 человек в трудоспособном возрасте (15—64 лет) 139 были экономически активными, 55 — неактивными (показатель активности — 71,6 %, в 1999 году было 71,1 %). Из 139 активных работали 132 человека (71 мужчина и 61 женщина), безработных было 7 (1 мужчина и 6 женщин). Среди 55 неактивных 8 человек были учениками или студентами, 35 — пенсионерами, 12 были неактивными по другим причинам.

## Достопримечательности
- Замок Бурназель[фр.] (XVI век). Памятник истории с 1942 года[3]